# Audi quattro

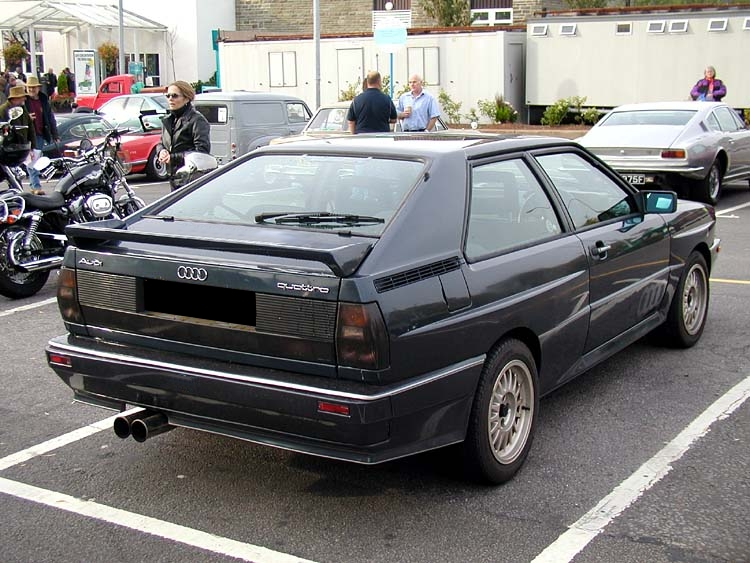
Audi quattro (straatversie).

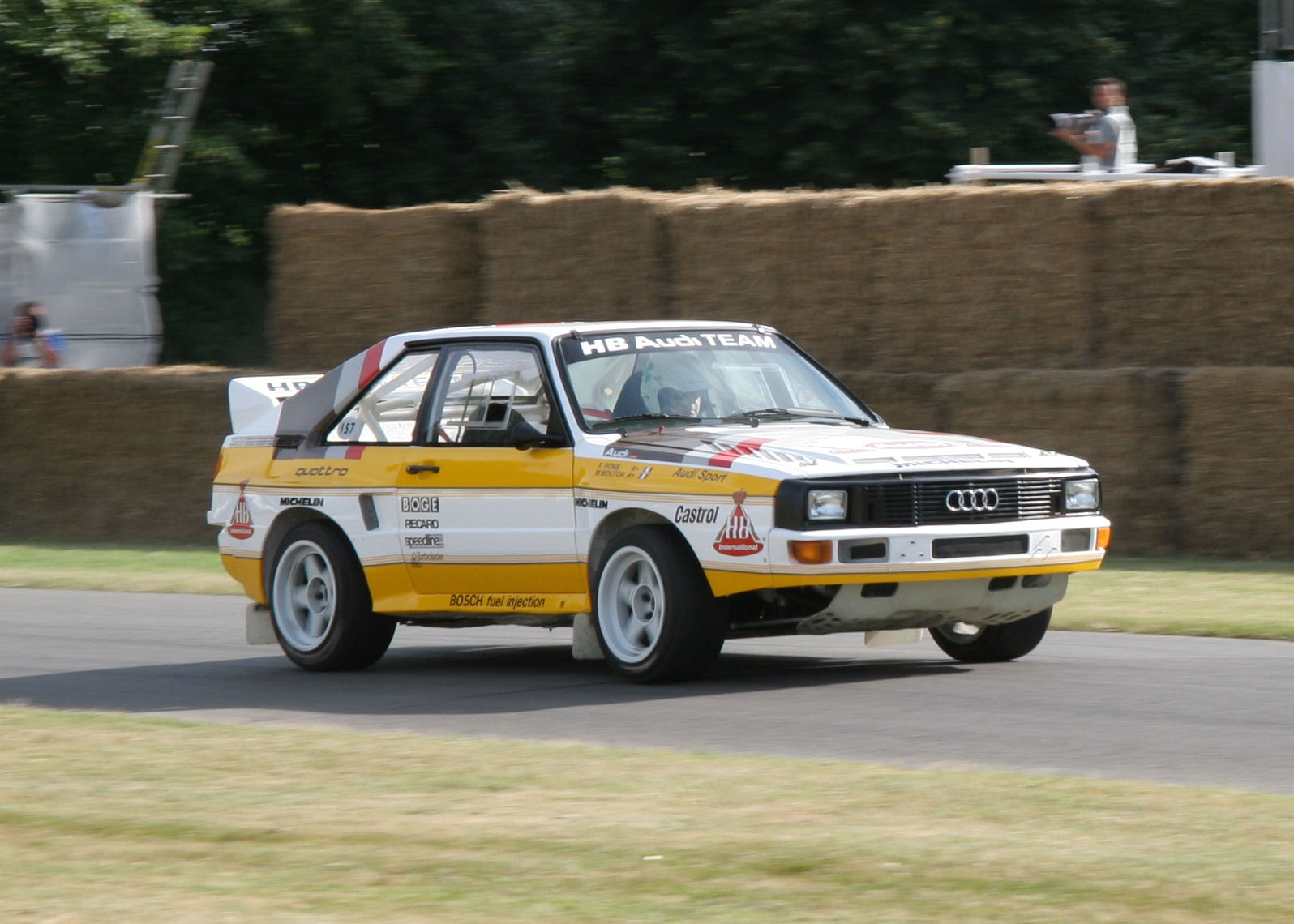
Audi Sport quattro in rallyuitvoering.

Audi quattro is een auto van het merk Audi. De Audi quattro was het eerste Audi-model voor op de weg met vierwielaandrijving die in serie werd geproduceerd. Het model heeft ook groot succes geboekt in de autosport.
Quattro is Italiaans voor 'vier'.

## Geschiedenis
Midden jaren zeventig kreeg Audi het idee om een personenauto te ontwikkelen met vierwielaandrijving. Dit gebeurde naar aanleiding van de introductie van de toen nieuwe Audi 100 in Scandinavië. Tijdens de testritten met de Audi 100 reed Jörg Bensinger, de toenmalige testleider en geestelijke vader van de Audi quattro, mee in een Volkswagen Iltis een terreinauto die niet voor de weg was bedoeld, maar juist voor dit soort barre omstandigheden. Deze Iltis reed veel beter onder de winterse omstandigheden dan de exclusieve Audi 100, de acceleratie en wegligging van dit voertuig deden de Audi 100 in de schaduw staan. Bensinger overtuigde de voorzitter van de afdeling "voertuigontwikkeling", Ferdinand Piëch, dat er een markt zou zijn voor vierwielaangedreven (straat)auto's. Om de wat in vergetenheid geraakte Audi-slogan "Vorsprung durch Technik" nieuw leven in te blazen werd er bij de raad van bestuur een budget aangevraagd om een Audi met vierwielaandrijving te ontwikkelen.
Audi ontwierp hierna een prototype vierwielaandrijving op basis van de Audi 80, met het 100% mechanische vierwielaandrijvingssysteem met middendifferentieel uit de DKW Munga. Men wist dat het goed was toen op een besneeuwde bergweg in Oostenrijk, waar destijds toevallig ook een fabrikant van sneeuwkettingen zijn product aan het testen was, de monden letterlijk open vielen toen deze Audi 80 met uitsluitend winterbanden de auto met sneeuwkettingen voorbij stoof. quattro was geboren.
In maart 1980 werd de Audi quattro Coupé, een sportcoupé met turbomotor en vierwielaandrijving, op het Autosalon van Genève voor de eerste keer gepresenteerd en door de vakjournalisten als een ware sensatie ontvangen.
Audi nam in die tijd actief deel aan de rallysport en vierwielaandrijving bood daarbij de betere tractie. Juist door deze deelname aan de zwaarste rally's en het grote aantal overwinningen daarin toonde Audi tevens de betrouwbaarheid van de quattroaandrijving aan. In de beroemde rally naar de top van de Amerikaanse berg Pikes Peak bijvoorbeeld, startte Audi viermaal en won het evenement driemaal in een recordtijd. Ook op het circuit kwam er enig succes. In 1988 won Audi met de quattro de Trans-Am Series een autosportklasse voor muscle-cars. In 1990 en 1991 won Audi het DTM-kampioenschap.

## Overige informatie
- Van de eerste Audi quattro, door kenners en liefhebbers ook wel "urquattro" genoemd, werden maar 11.452 exemplaren gebouwd. 'ur' is toegevoegd aan de naam vanwege het feit dat dit de eerste auto is geweest die het concept van vierwielaandrijving voor personenauto's succesvol in de markt heeft gezet. Zijn vierwielaandrijving werd ook voor andere Audi-modellen gebruikt en verder ontwikkeld. De van vierwielaandrijving voorziene auto's van Audi dragen nog anno 2013 de vermelding "quattro" in de modelaanduiding, hoewel de techniek die er achter zit niet meer hetzelfde is.
- De Audi quattro speelt als icoon uit de jaren tachtig een rol in de BBC-serie Ashes to Ashes.
- Het begrip quattro slaat ook op quattro GmbH, een onderneming van Audi, die zoals de AMG GmbH bij Mercedes-Benz of M GmbH bij BMW in serieproductie van bijzondere sportwagens gespecialiseerd is.

## Tegenwoordig
Midden 2013 werd bekend dat Audi de quattro weer terugkeert in het productaanbod van Audi, daar de quattro GmbH 30 jaar bestaat. De nieuwe quattro wordt gepresenteerd op de IAA in Frankfurt medio September. De auto wordt in een gelimiteerde oplage gebouwd en zal tevens de duurste Audi aller tijden worden. De motor waar de nieuwe quattro over zal beschikken is in tegenstelling tot de vertrouwde 5-cilinderturbo, een v8-BiTurbo uit de RS 6 welke een vermogen van 600 pk levert.

## In de rallysport
Audi kreeg eind jaren zeventig goedkeuring van de FIA om te beginnen met de ontwikkeling van een vierwielaangedreven model, puur bedoeld voor de rallysport. Toentertijd domineerde nog de achterwielaangedreven Groep 2- en 4-modellen, en Audi was bij deze de eerste die serieus werk maakte van dit vierwielaangedreven systeem. Het merk debuteerde in 1980 met de eerste Audi quattro. Franz Wittmann won begin januari 1981 de Jänner Rallye, de eerste internationale overwinning van het model. 
In het Wereldkampioenschap Rally, onder leiding van Roland Gumpert, maakte de quattro haar debuut tijdens de Rally van Monte Carlo, waar eerste rijder Hannu Mikkola een voorsprong uitbouwde tot 9 minuten op de concurrentie, totdat hij met materiaalpech te maken kreeg. Mikkola en teamgenote Michèle Mouton wonnen bij elkaar drie evenementen dat jaar. Mouton werd de eerste en nog steeds enige vrouwelijke coureur met een WK-overwinning, toen ze in San Remo won. Het jaar daarop won Audi voor het eerst het constructeurskampioenschap. 
In 1983 werd de Groep B-klasse geïntroduceerd, waar Audi een van de grondleggers van was. Hannu Mikkola won dat jaar de eerste rijderstitel voor het team. Het jaar daarop werd Stig Blomqvist wereldkampioen voor Audi, die tevens voor de tweede maal constructeurskampioen werden. Ook debuteerde Audi dat jaar met de Sport quattro, die een kortere wielbasis had en daarnaast ook een stuk krachtiger was. 
De tree werd het jaar daarop nog hoger gelegd met de spectaculaire Sport quattro S1 Evolution 2 met 560 pk, waar Walter Röhrl en Christian Geistdörfer met succes de Rally van San Remo 1985 mee wonnen. Audi kende echter op dat moment al hevige concurrentie van Peugeot en Lancia, die met vergelijkbare modellen rondreden. In 1986 bleken ze al aardig achter de feiten aan te lopen. Het gehele team trok zich vroeg in het seizoen terug uit het WK-Rally, na een serie van fatale ongevallen in de sport die leidde tot FIA´s verbod op Groep B-wagens, ingaand vanaf het seizoen van 1987. Audi keerde alleen in 1987 nog sporadisch terug in het WK-Rally met de Groep A 200 quattro, waar ze met Hannu Mikkola nog de Safari Rally mee wonnen. Daarnaast was de quattro ook actief in het Europees kampioenschap rallycross van de FIA. De Oostenrijker Franz Wurz won het algemene kampioenschap divisie 2 in 1982. De Zweed Olle Anderson won in 1983 het algemene kampioenschap divisie 2 in een Audi quattro.

### Resultaten in WK
Enkel fabrieks ingeschreven resultaten
| Seizoen | Inschrijving | Auto                                     | Rijders             | 1   | 2   | 3   | 4   | 5   | 6   | 7   | 8   | 9   | 10  | 11  | 12  | 13  | Pos | Punten |
| ------- | ------------ | ---------------------------------------- | ------------------- | --- | --- | --- | --- | --- | --- | --- | --- | --- | --- | --- | --- | --- | --- | ------ |
| 1981    | Audi Sport   | Audi quattro                             |                     | MON | SWE | POR | KEN | FRA | GRE | ARG | BRA | FIN | ITA | CIV | GBR |     | 5   | 69     |
| 1981    | Audi Sport   | Audi quattro                             | Hannu Mikkola       | NF  | 1   | NF  |     | NF  | NF  |     |     | 3   | 4   |     | 1   |     | 5   | 69     |
| 1981    | Audi Sport   | Audi quattro                             | Michèle Mouton      | NF  |     | 4   |     | NF  | NF  |     |     | 13  | 1   |     | NF  |     | 5   | 69     |
| 1981    | Audi Sport   | Audi quattro                             | Franz Wittmann      |     |     |     |     |     | NF  |     |     | NF  |     |     |     |     | 5   | 69     |
| 1981    | Audi Sport   | Audi quattro                             | Michele Cinotto     |     |     |     |     |     |     |     |     |     | NF  |     |     |     | 5   | 69     |
| 1982    | Audi Sport   | Audi quattro                             |                     | MON | SWE | POR | KEN | FRA | GRE | NZL | BRA | FIN | ITA | CIV | GBR |     | 1   | 116    |
| 1982    | Audi Sport   | Audi quattro                             | Hannu Mikkola       | 2   | 16  | NF  |     | NF  | NF  | NF  | NF  | 1   | 2   | NF  | 1   |     | 1   | 116    |
| 1982    | Audi Sport   | Audi quattro                             | Michèle Mouton      | NF  | 5   | 1   |     | 7   | 1   | NF  | 1   | NF  | 4   | NF  | 2   |     | 1   | 116    |
| 1982    | Audi Sport   | Audi quattro                             | Michele Cinotto     | NF  |     |     |     |     | NF  |     |     |     | 6   |     |     |     | 1   | 116    |
| 1982    | Audi Sport   | Audi quattro                             | Franz Wittmann      |     |     | 3   |     | NF  |     |     |     |     | NF  |     |     |     | 1   | 116    |
| 1982    | Audi Sport   | Audi quattro                             | Stig Blomqvist      |     | 1   |     |     |     |     |     |     | 2   | 1   |     |     |     | 1   | 116    |
| 1982    | Audi Sport   | Audi quattro                             | Harald Demuth       |     |     |     |     |     |     |     |     |     |     |     | 5   |     | 1   | 116    |
| 1983    | Audi Sport   | Audi quattro A1 Audi quattro A2          |                     | MON | SWE | POR | KEN | FRA | GRE | NZL | ARG | FIN | ITA | CIV | GBR |     | 2   | 116    |
| 1983    | Audi Sport   | Audi quattro A1 Audi quattro A2          | Hannu Mikkola       | 4   | 1   | 1   | 2   | NF  | NF  | NF  | 1   | 1   | NF  | 2   | 2   |     | 2   | 116    |
| 1983    | Audi Sport   | Audi quattro A1 Audi quattro A2          | Michèle Mouton      | NF  | 4   | 2   | 3   | NF  | NF  | NF  | 3   | 16  | 7   |     | NF  |     | 2   | 116    |
| 1983    | Audi Sport   | Audi quattro A1 Audi quattro A2          | Stig Blomqvist      | 3   | 2   | NF  |     |     | 3   | NF  | 2   | 2   | NF  |     | 1   |     | 2   | 116    |
| 1983    | Audi Sport   | Audi quattro A1 Audi quattro A2          | Vic Preston Jr.     |     |     |     | NF  |     |     |     |     |     |     |     |     |     | 2   | 116    |
| 1983    | Audi Sport   | Audi quattro A1 Audi quattro A2          | Shekhar Mehta       |     |     |     |     |     |     |     | 4   |     |     |     |     |     | 2   | 116    |
| 1983    | Audi Sport   | Audi quattro A1 Audi quattro A2          | Luis di Palma       |     |     |     |     |     |     |     | NF  |     |     |     |     |     | 2   | 116    |
| 1983    | Audi Sport   | Audi quattro A1 Audi quattro A2          | Bernard Darniche    |     |     |     |     |     |     |     |     |     | 9   |     |     |     | 2   | 116    |
| 1983    | Audi Sport   | Audi quattro A1 Audi quattro A2          | Lasse Lampi         |     |     |     |     |     |     |     |     |     |     | NF  |     |     | 2   | 116    |
| 1984    | Audi Sport   | Audi quattro A2 Audi Sport quattro       |                     | MON | SWE | POR | KEN | FRA | GRE | NZL | ARG | FIN | ITA | CIV | GBR |     | 1   | 120    |
| 1984    | Audi Sport   | Audi quattro A2 Audi Sport quattro       | Hannu Mikkola       | 3   |     | 1   | 3   |     | 2   | 3   | 2   | NF  |     | 2   | 2   |     | 1   | 120    |
| 1984    | Audi Sport   | Audi quattro A2 Audi Sport quattro       | Stig Blomqvist      | 2   | 1   | NF  | NF  | 5   | 1   | 1   | 1   | 4   | NF  | 1   |     |     | 1   | 120    |
| 1984    | Audi Sport   | Audi quattro A2 Audi Sport quattro       | Walter Röhrl        | 1   |     | 6   |     | NF  | NF  | NF  |     |     | NF  |     |     |     | 1   | 120    |
| 1984    | Audi Sport   | Audi quattro A2 Audi Sport quattro       | Michèle Mouton      |     | 2   |     | NF  |     | NF  |     |     | NF  |     |     | 4   |     | 1   | 120    |
| 1984    | Audi Sport   | Audi quattro A2 Audi Sport quattro       | Sarel van der Merwe |     |     | NF  |     |     |     |     |     |     |     |     |     |     | 1   | 120    |
| 1984    | Audi Sport   | Audi quattro A2 Audi Sport quattro       | Jorge Recalde       |     |     |     |     |     |     |     | 3   |     |     |     |     |     | 1   | 120    |
| 1985    | Audi Sport   | Audi Sport quattro Audi Sport quattro E2 |                     | MON | SWE | POR | KEN | FRA | GRE | NZL | ARG | FIN | ITA | CIV | GBR |     | 2   | 126    |
| 1985    | Audi Sport   | Audi Sport quattro Audi Sport quattro E2 | Stig Blomqvist      | 4   | 2   | 4   | NF  |     | 2   | 4   | NF  | 2   |     |     |     |     | 2   | 126    |
| 1985    | Audi Sport   | Audi Sport quattro Audi Sport quattro E2 | Walter Röhrl        | 2   | NF  | 3   |     | NF  | NF  | 3   |     |     | 1   |     | NF  |     | 2   | 126    |
| 1985    | Audi Sport   | Audi Sport quattro Audi Sport quattro E2 | Hannu Mikkola       |     | 4   |     | NF  |     |     |     |     | NF  |     |     | NF  |     | 2   | 126    |
| 1985    | Audi Sport   | Audi Sport quattro Audi Sport quattro E2 | Michèle Mouton      |     |     |     |     |     |     |     |     |     |     | NF  |     |     | 2   | 126    |
| 1986    | Audi Sport   | Audi Sport quattro E2                    |                     | MON | SWE | POR | KEN | FRA | GRE | NZL | ARG | FIN | CIV | ITA | GBR | USA | 4   | 29     |
| 1986    | Audi Sport   | Audi Sport quattro E2                    | Walter Röhrl        | 4   |     | NF  |     |     |     |     |     |     |     |     |     |     | 4   | 29     |
| 1986    | Audi Sport   | Audi Sport quattro E2                    | Hannu Mikkola       | 3   |     |     |     |     |     |     |     |     |     |     |     |     | 4   | 29     |
| 1987    | Audi Sport   | Audi 200 quattro                         |                     | MON | SWE | POR | KEN | FRA | GRE | USA | NZL | ARG | FIN | CIV | ITA | GBR | 2   | 82     |
| 1987    | Audi Sport   | Audi 200 quattro                         | Hannu Mikkola       |     |     |     | 1   |     | 3   |     |     |     | NF  |     |     |     | 2   | 82     |
| 1987    | Audi Sport   | Audi 200 quattro                         | Walter Röhrl        | 3   |     |     | 2   |     | NF  |     |     |     |     |     |     |     | 2   | 82     |